# Mister 880
Mister 880 ist eine US-amerikanische Kriminalkomödie von Edmund Goulding aus dem Jahr 1950.

## Handlung
Seit zehn Jahren rätselt der U.S. Secret Service in New York City am Fall um Mister 880, einen Geldfälscher, der bisher nur unter seiner Fallnummer bekannt ist. Er bringt nur Ein-Dollar-Noten unter das Volk, jährlich nur sehr wenige. Die Banknoten sind zudem sehr dilettantisch gefälscht, enthalten den Rechtschreibfehler „Wahsington“ und werden nur darum nicht erkannt, weil Verkäufer aufgrund des Wertes in der Regel keine Ein-Dollar-Noten auf Echtheit überprüfen. Steve Buchanan wird aus dem Büro in Los Angeles nach New York City geholt, um als Außenstehender dem Fall vielleicht eine neue Wendung zu geben.
Der alte Schrotthändler William Miller, genannt Skipper, ist ein freundlicher Mann, der seinen Lebensabend im selben Haus wie die junge Ann Winslow verbringt, die Französisch-Dolmetscherin bei der UN ist. Als er ihr eines Tages ein kleines Modell vorbeibringt und sie ihm zu viel dafür bezahlt, steckt er ihr heimlich das Wechselgeld in ihre Tasche. Er selbst ist der gesuchte Mister 880 und fälscht auf einer eigenen Handpresse Ein-Dollar-Noten für Kleinausgaben. Ann gibt die beiden falschen Dollar-Scheine unterwegs aus, wodurch sie in den Fokus von Steve Buchanan gerät, der die Gegend nach Falschgeld durchsucht. Mit seinem Kollegen Mac observiert er Ann und beginnt, mit ihr zu flirten, um so engeren Kontakt zu ihr zu bekommen. Er glaubt zwar nicht, dass sie 880 ist, hofft jedoch, dass sie ihn auf die Spur des Fälschers bringen kann. Schnell kriegt sie heraus, wer er ist, kann ihm jedoch nicht sagen, wie das Falschgeld in ihre Hände gelangt ist. Ann und Steve werden ein Paar und Steve lernt bald auch den alten Skipper kennen und schätzen.
Auf Arbeit durchforscht Steve die letzten zehn Jahre des Fälschers und kann ein Muster erkennen, so gibt der Fälscher das Jahr über an immer wieder ähnlichen Orten Falschgeld aus. Obwohl die Orte observiert werden und Skipper auch im aktuellen Jahr immer wieder dort unterwegs ist und mit Blüten bezahlt, fällt er als sehr argloser Betrüger immer wieder durch das Raster der Ermittler. Steve geht schließlich so weit, allen Einzelhändlern in der nächsten Stadt des Fälschers Warnzettel zu geben. So erkennt Skipper schließlich, dass man nach ihm sucht. Weil er dennoch mit einer falschen Note bezahlt hat, wissen die Ermittler nun auch, dass der Täter ein alter Mann ist, der zudem gelegentlich Deutsch spricht. Skipper vergräbt seine Geldpresse im Schuppen neben seinem Haus. Als er Ann wenig später wieder ein Modell vorbeibringt und erneut zu viel dafür gezahlt bekommt, will er ihr wie beim letzten Mal das passende Wechselgeld geben. Ann erkennt, dass er der gesuchte Fälscher ist. Sie ist verzweifelt. Steve kann unterdessen über Kinder, die mit Falschgeld bezahlt haben, den Weg zur vergrabenen Geldpresse zurückverfolgen. Diese wurde durch Skippers Hund wieder ausgegraben. Steve und Ann begeben sich zu Skipper, der freimütig zugibt, Falschgeld hergestellt zu haben. Ihm wird schließlich der Prozess gemacht, bei dem er sich absolut ehrlich und arglos gibt, keinerlei Verteidigung zulässt und jede zu seinen Gunsten getätigte Beschönigung seines Verhaltens zurückweist. Steve sagt schließlich aus, dass Skipper kein schlechter Mensch und kein Feind der Gesellschaft sei und nie negativ aufgefallen ist; im Ersten Weltkrieg wurde er für Tapferkeit ausgezeichnet. Der Richter verhängt schließlich die geringe Strafe von neun Monaten Haft, erhöht sie jedoch auf ein Jahr und einen Tag, da Skipper so bereits nach vier Monaten vorzeitig entlassen werden könne. Als Geldstrafe wird ein Dollar festgelegt und Skipper kann nach einer Blüte tatsächlich einen echten Ein-Dollar-Schein in seinen Taschen finden.

## Produktion
Mister 880 beruht auf einem wahren Fall, nämlich dem des gebürtigen Österreichers Emerich Juettner (1876–1955). Drehbuchautor Robert Riskin wurde zum Film durch die Zeitungsartikelreihe Old Eight-Eighty von St. Clair McKelway inspiriert, die von August bis September 1949 im New Yorker erschienen war. Der echte 880 wurde im Jahr 1948 verhaftet, nachdem er zehn Jahre unentdeckt geblieben war.
Der Arbeitstitel des Films war Old 880. Die Dreharbeiten fanden von April bis Mai 1950 statt. Die Kostüme stammten von Travilla, die Filmbauten schufen George W. Davis und Lyle R. Wheeler. Mister 880 erlebte am 29. September 1950 in New York City seine Premiere und kam im Oktober 1950 in die US-amerikanischen Kinos.

## Auszeichnungen
Edmund Gwenn erhielt für Mister 880 1951 eine Oscar-Nominierung in der Kategorie Bester Nebendarsteller und gewann im selben Jahr einen Golden Globe Award in der gleichen Kategorie. St. Clair McKelway wurde 1951 mit einem Spezialpreis der Edgar Allan Poe Awards ausgezeichnet.